# Roshanara Begum
Roshanara Begum, född 1617 i Burhanpur, död 1671 i Delhi, var en indisk prinsessa och poet, dotter till stormogulen Shah Jahan och Mumtaz Mahal och syster till Aurangzeb.
Under faderns sjukdom 1657–58 stödde hon sin bror Aurangzeb mot sin äldre bror Dara Shikoh under de tronstrider som utbröt, och som avslutades med Dara Shikohs död och faderns fångenskap i Agra medan Aurangzeb erövrade tronen. Hon tog sedan sin syster Jahanara Begums plats som den högst rankade kvinnan i mogulharemet, som hon ska ha styrt mycket strikt, vilket gjorde henne avskydd av broderns hustrur och konkubiner. Hon ska ha haft älskare, vilket ogillades av brodern. Hon var en omtalad poet. 